# Rafflesia consueloae
Espèce
Rafflesia consueloae est une espèce de plantes à fleurs de la famille des rafflesiacées, découverte de manière fortuite en 2016 sur l'île de Luzon, aux Philippines, par l'équipe d'Edwino Fernando de l'université des Philippines. Le nom consueloae a été donné en l'honneur de la femme d'un homme d'affaires philippin, prénommée Consuelo. 

## Description
Le diamètre de la fleur ne va pas au-delà des 10 cm environ. Les lobes du périgone sont verticaux et son disque est de couleur blanc crème. C'est actuellement la plus petite des rafflesia.

## Publication originale
- Galindon, Ong & Fernando, PhytoKeys 61: 39 (2016).